# Bơi (thể thao)

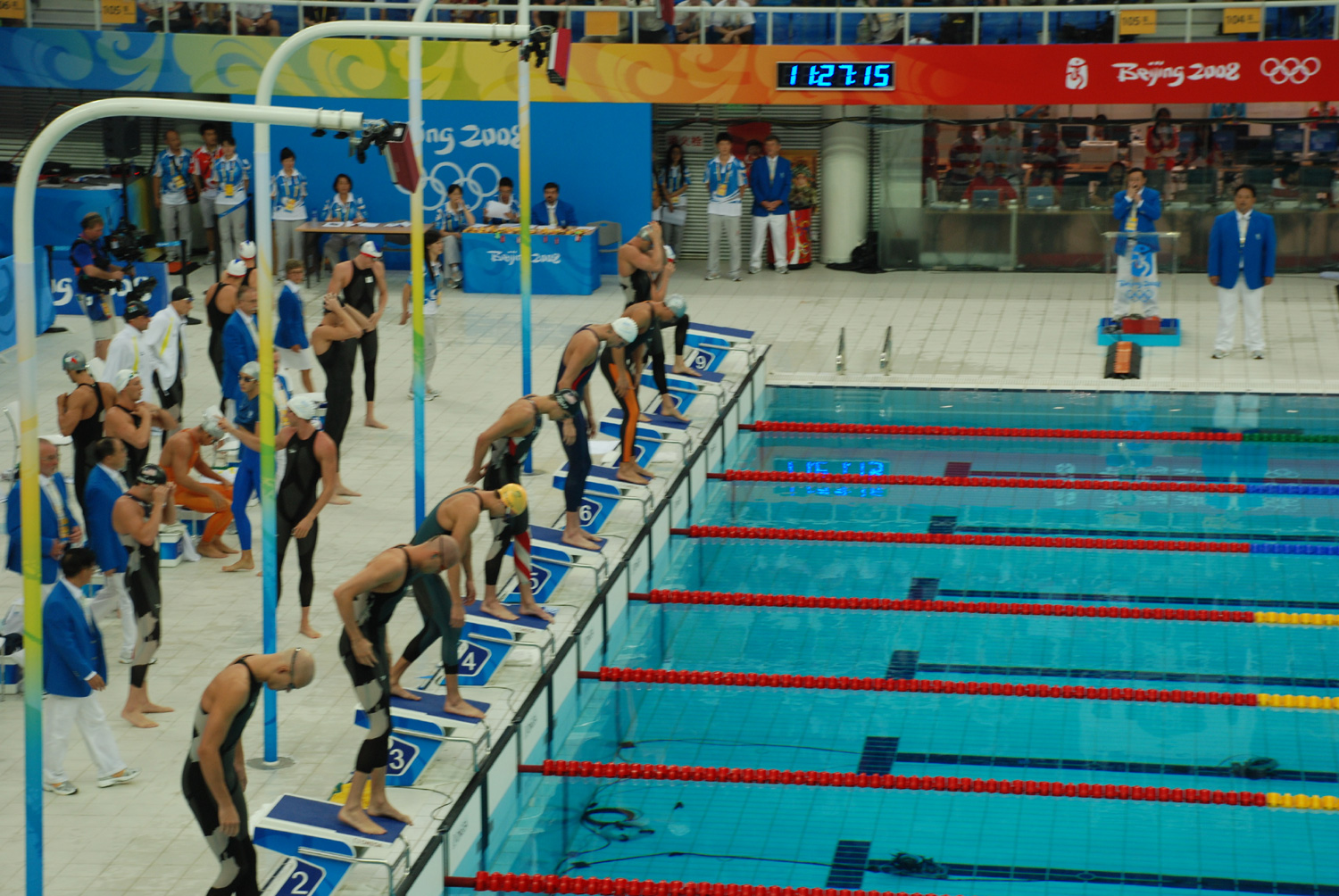
Khởi động cho phần thi 4 × 100 m tiếp sức tại Thế vận hội Mùa hè 2008 tại Bắc Kinh.

Bơi là một môn thể thao nổi tiếng và được yêu chuộng. Bơi có 2 loại đó là: cá nhân và đồng đội. Bơi là một trong 4 môn thi đấu cơ bản của mọi kỳ Thế vận hội mùa hè bên cạnh điền kinh, đấu kiếm và thể dục dụng cụ. Các nội dung thi đấu chính của bơi bao gồm bơi bướm, bơi ếch, bơi tự do (bơi sải) và bơi cá nhân hỗn hợp. Bên cạnh những nội dung thi đấu cá nhân, các vận động viên tại Thế vận hội mùa hè còn được bổ sung nội dung bơi tiếp sức. Nhiều nội dung còn được thi đấu ngoài trời (ví dụ như bơi tại biển).